# 布拉德·理查兹
布拉德·理查兹（英語：Brad Richards，1980年5月2日—），加拿大男子冰球运动员，场上位置是前锋。他曾代表加拿大国家队参加2006年冬季奥林匹克运动会冰球比赛，获得第七名。